# Centre de Lectura de Reus
El Centre de Lectura de Reus és una entitat destinada al foment i a la difusió de la cultura en tots els seus aspectes. Té la seu en l'antic casal dels marquesos de Tamarit.
Personalitats de relleu de la política i la societat reusenca i catalana n'han estat presidents. Podem destacar Ciril Freixa, Josep Maria Morlius, Eugeni Mata, Lluís Quer Cugat, Antoni Serra i Pàmies, Pau Font de Rubinat, Pere Cavallé, Ramon Amigó Anglès, Xavier Amorós, Pere Anguera, etc. L'entitat, una institució privada sense ànim de lucre, sempre s'ha caracteritzat pel seu tarannà progressista, democràtic i catalanista.

## Història
El Centre de Lectura de Reus va ser fundat el 1859 per un grup de joves menestrals que es reunien periòdicament al cafè de la Música per parlar de política, d'actualitat, de temes locals i de cultura. Es va fundar amb la intenció d'ensenyar a llegir a la població treballadora i als sectors més desfavorits de la societat. En els seus orígens, el Centre de Lectura era una entitat filantròpica, amb la finalitat d'utilitzar la formació com a mitjà de regeneració social. El primer president de l'entitat va ser Ciril Freixa. Els primers estatuts van ser redactats pel periodista Josep Güell i Mercader.
El 1862 la seva Secció Coral va inaugurar un local d'estiu, els Jardins de l'Euterpe, que van existir fins al 1886. Entre el 1861 i el 1863 va endegar, per donar-se a conèixer, una sèrie de conferències amb els personatges importants del moment. Hi feren discursos i xerrades Emilio Castelar y Ripoll, Pere Mata, Víctor Balaguer, Pau Valls, Marià Fortuny, Anselm Clavé, Narcís Monturiol, Ceferí Tresserra, Manuel Angelón, i d'altres. El 1866 va ser tancat breument per ordre governativa a causa del Cop d'estat del 2 de gener. El mes de maig va reobrir, però va ser tornat a tancar el 1867 acusat de sospitós de propaganda revolucionària. No va tornar a obrir fins a la revolució de setembre de 1868, amb Josep Maria Morlius de president, i s'instal·là al Palau Miró, a la plaça de Prim. El gran animador de l'entitat en aquells anys és Joaquim Maria Bartrina. El 1879, sota la presidència d'Isidor Frias, l'entitat es traslladà al carrer de Vallroquetes, a un local més econòmic.
El 1890 el Centre de Lectura va anar a un local del carrer de la Font, i en quedar-se petit, van fer cap al carrer Major el 1897, sota la presidència de Lluís Quer, al local que fins llavors tenia el Círculo Mercantil, l'antic palau dels marquesos de Tamarit, un gran edifici que el 1916 va ser comprat i donat a l'entitat pel filantrop reusenc Evarist Fàbregas, que a més va finançar les obres de remodelació, encarregades a l'arquitecte, també reusenc, Josep Simó i Bofarull. El nou edifici s'inaugurà el 1921, amb una sèrie d'actes presidits per Josep Puig i Cadafalch, president de la Mancomunitat. L'any 1924 un grup de socis radioaficionats varen començar a fer transmissions que varen acabar amb la creació de l'emissora d'amplitud modulada Ràdio Reus (EAJ-11).
El Centre de Lectura s'organitzava en seccions. Una de les que va tenir més ressò tant a la ciutat com a Catalunya, va ser la Secció Excursionista, fundada el 1901. L'excursionisme que practicava era un instrument per a conèixer el país i reivindicar-lo, a l'estil de les primeres societats excursionistes que es van fundar, com ara el Centre Excursionista de Catalunya. A més de les excursions i sortides, la Secció en els seus primers anys organitzà concursos fotogràfics, amb premis a càrrec de diferents prohoms reusencs, com ara Evarist Fàbregas o Eduard Toda. A partir de 1927 la Secció excursionista va organitzar els Aplecs excursionistes de les Comarques tarragonines, per tal d'estendre l'excursionisme més enllà de l'àmbit dels seus socis. El primer va ser a Santes Creus, i se'n var realitzar 10 fins al 1936, sempre en col·laboració amb altres entitats excursionistes. L'època més activa de la Secció va des de l'any 1927 fins al 1936. A més de les excursions i dels aplecs, s'oferien cursos, xerrades i conferències, normalment a càrrec de persones de primer ordre en les seves disciplines. Van parlar a la Secció, entre d'altres: Pau Vila, Josep Maria Batista i Roca, Higini Anglès, Pere Bosch i Gimpera, Josep Canudas, Lluís Nicolau d'Olwer, Lluís Solé Sabarís, Lluís Estasen… L'any 1929 el Centre de Lectura publicava la primera edició de la guia itinerària de Josep Iglésies i Joaquim Santasusagna titulada Les Muntanyes de Prades, el Montsant i Serra la Llena, pionera de les guies excursionistes i reeditada el 1930 davant de l'èxit obtingut. El 1960 se'n va fer una nova edició totalment revisada on hi col·laborà Ramon Amigó. La Secció també va propiciar la publicació per part del Centre de Lectura de les guies Del Camp de Tarragona a les Terres de l'Ebre el 1931 i Les valls del Gaià, del Foix i de Miralles el 1934, les dues també d'Iglésies i Santasusagna. La Secció va realitzar diverses activitats durant la dictadura franquista, com ara el campament realitzat el 1959 a La Mussara amb motiu de la celebració de Sant Bernat de Menthon, patró dels excursionistes, o la construcció del refugi excursionista al poble de Mont-ral, finançat per Francesc Recasens. El 1965 va organitzar la primera Marxa Reus-Montserrat, que va tenir continuïtat diversos anys. Actualment, la Secció excursionista és una de les més actives del Centre de Lectura
L'aprovació d'un nou reglament l'any 1908 que li va donar una orientació més ateneística, va obligar a la Secció Coral a marxar de l'entitat i els seus membres, amb el mestre Mateu al capdavant, van fundar l'Orfeó Reusenc. Però va possibilitar la formació de noves seccions, entre elles la Secció d'Estudis Socials. El primer president seccional va ser l'advocat Jaume Simó i Bofarull, republicà radical, que va impulsar l'organització del Primer Congrés d'Ateneus de Catalunya. El següent president va ser Josep Recasens i Mercadé, impulsor del socialisme reusenc, que va ocupar el càrrec 24 anys seguits, i on organitzà diverses conferències sobre la problemàtica de la classe obrera, el cooperativisme, i sobre temes socioeconòmics, on hi van intervenir entre d'altres, Josep Maria Tallada, Antoni Fabra Ribas, Antoni Martí Bages, Víctor Fonseca, Joan Babot, Eduard Recasens, Joan Salas, Manuel Serra i Moret, Albert de Quintana, Ferran Boter, Angel Pestaña, Joan Vallès i Pujals, Indalecio Prieto... L'any 1930 la Secció va impulsar les primeres "Converses sobre temes d'interès local", on es va fer un assaig de planificació de la ciutat amb ponències sobre diferents temes i ampli debat. Les "Converses" van tenir una forta repercussió ciutadana i el primer ajuntament republicà, el 1931, les va demanar al centre de Lectura per a estudiar-los com a referència del seu programa municipal.
Fou tancat al finalitzar la guerra civil el 1939, i ocupat primer per la Confederación Nacional de Sindicatos i pels arxius de la Falange. Quan van marxar, perquè l'edifici havia estat bombardejat i tenia problemes d'habitabilitat, l'Ajuntament franquista, amb el seu secretari al capdavant, intentà confiscar la seu i la biblioteca sense aconseguir-ho, tot i que, cap al 1943, va obrir en aquell local una "Biblioteca popular" amb fons de la biblioteca del Centre i imposant una quota als lectors com la que havien pagat els socis de l'entitat abans de la guerra. El 1948 es va tornar a obrir després de moltes gestions per part d'antics socis i amb Enric Aguadé Parés com a President, sota l'alcaldia de Pere Miralles, que va fer diverses gestions oficials com a "Jefe Local del Movimiento". El 1949 es crea "Els Amics de la Poesia", teòricament dependent de la secció de lletres, grup creat a imatge del que Josep Carner havia constituït els anys vint, i amb el mateix nom que el que organitzava Josep Palau i Fabre a Barcelona per aquelles dates, i impulsat a Reus per Josep Maria Arnavat, Xavier Amorós i Ramon Amigó, que portaren a la ciutat, per fer-hi recitals, a Carles Riba, Octavi Saltor, Pere Benavent, Rosa Artigas, Bertran i Oriola, Josep Romeu i Figueras, Tomàs Garcés, i Josep Maria López-Picó. El 1950 es reorganitza l'escola d'art. El 1951 es crea el Lingua Club, per a la promoció i l'ensenyament del francès, l'anglès, l'alemany i l'esperanto i, i s'accepta la domiciliació a l'entitat de l'Associació d'Estudis Reusencs. El 1953, un grup de metges encapçalats pel doctor Sabater, va fundar l'Hemeroteca Mèdica, acollida al Centre, que era un lloc de reunió de metges reusencs i de la comarca i tenia subscripcions a revistes mèdiques europees i americanes per tal de posar al dia als professionals. El 1954 el doctor Bonaventura Vallespinosa és elegit president de la secció de literatura, que dinamitza, amb el teatre de cambra i amb la creació, el 1955 de la festa de la poesia reusenca, que portà a editar, del 1956 al 1961, les Antologies de la poesia reusenca, mostra important de la literatura catalana a la ciutat. El 1959 se celebra el centenari de l'entitat, que s'aprofita per inaugurar obres de reforma, per posar un bust d'Evarist Fàbregas, benefactor de l'entitat, i per celebrar el Quart Certamen literari, amb gran participació d'intel·lectuals catalans.

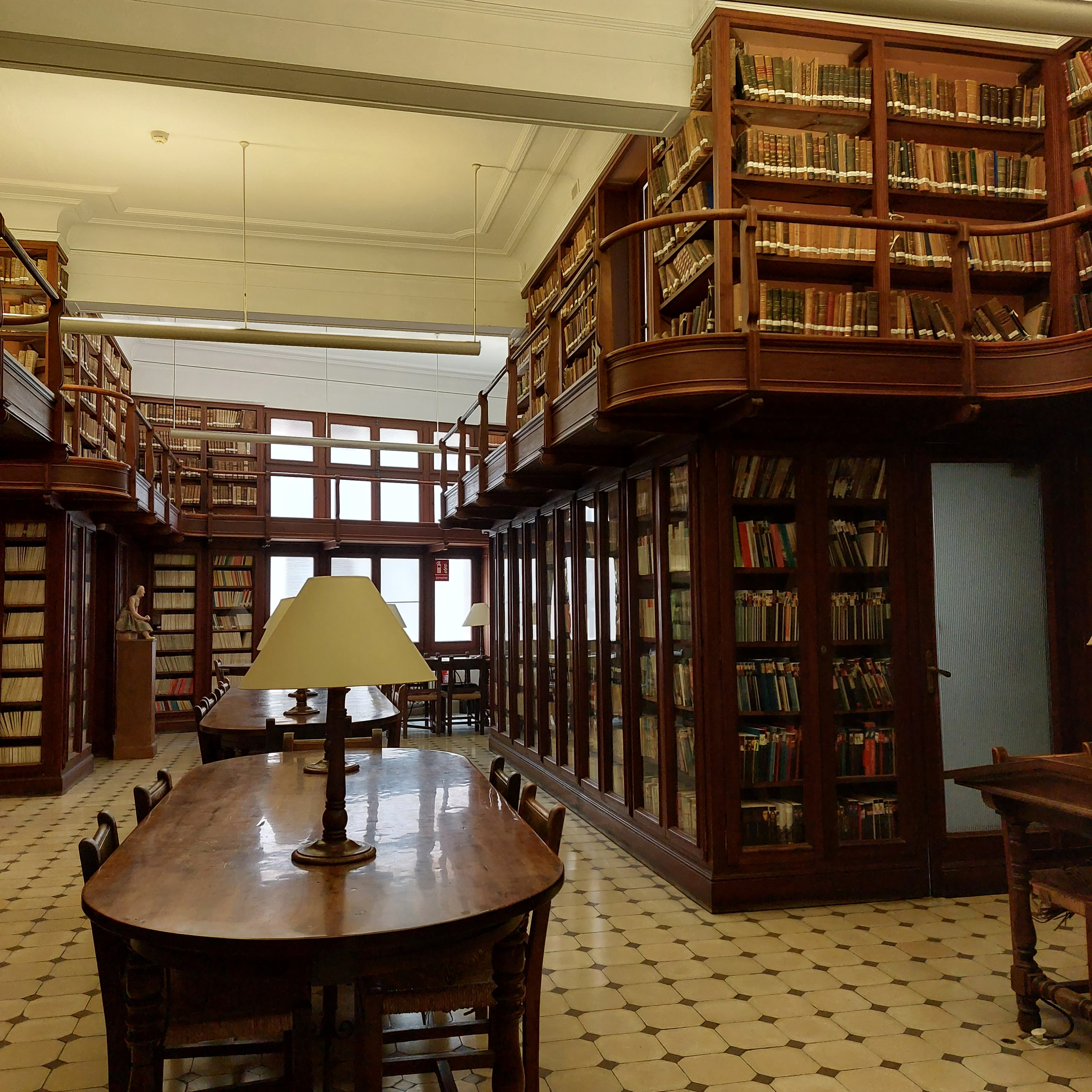
Centre de Lectura de Reus. Biblioteca

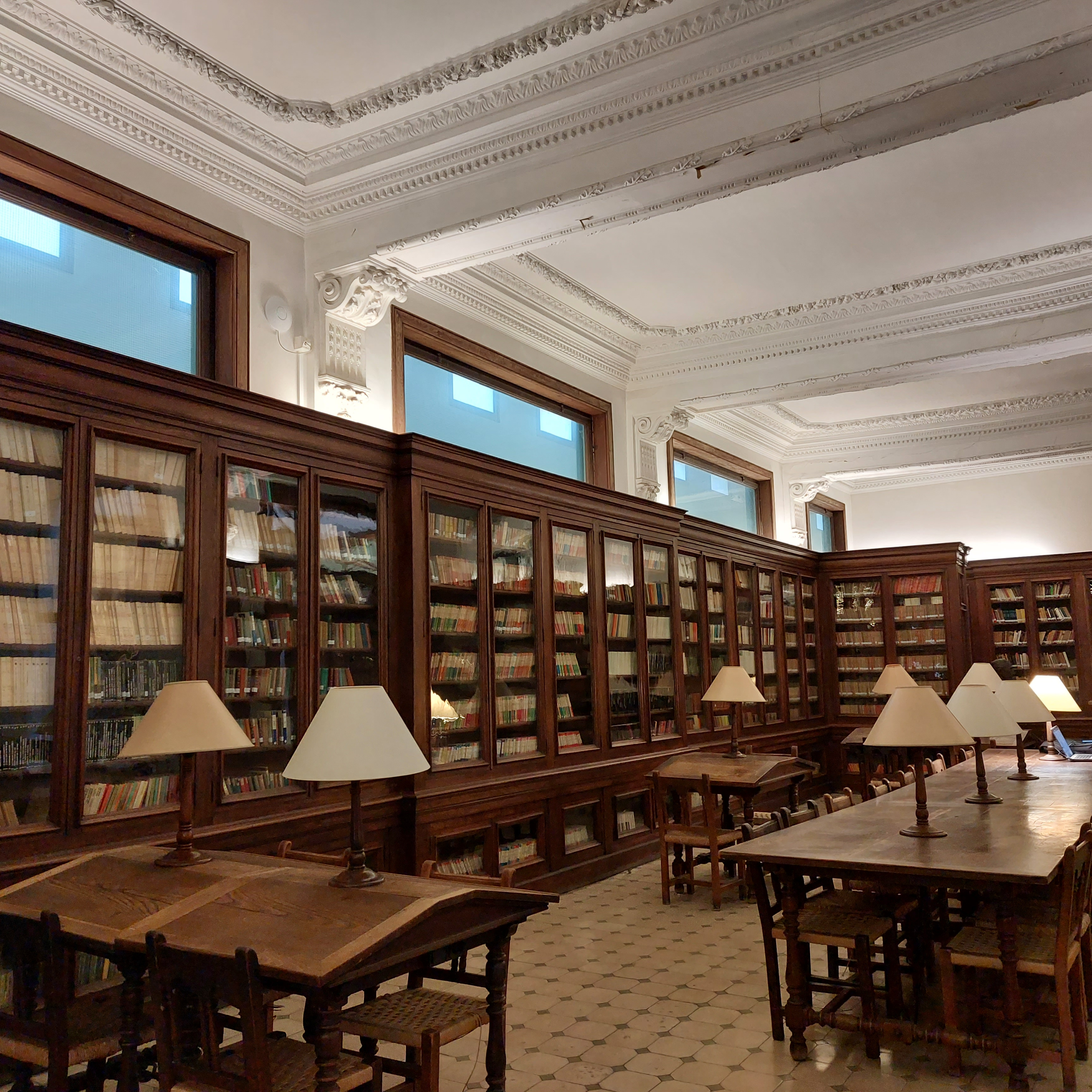

La seva biblioteca, formada amb gran esforç pels primers socis, va esdevenir una de les principals de Catalunya, sobretot quan la societat es va anar consolidant i per les donacions que ha anat rebent durant tota la seva existència. Als inicis, Joaquim Maria Bartrina ja va fer donació d'uns llibres del segle xvi. Les donacions més importants van començar amb les d'Eduard Toda el 1916 (uns 2.000 volums en llengües estrangeres) i la del lingüista Miquel Ventura, catalogada el 1920, amb uns 8.000 volums sobre llengües i catorze incunables i llibres del segle xvi. Actualment, la Biblioteca del Centre de Lectura compta amb un fons de 200.000 volums aproximadament entre els quals cal destacar 20 incunables dins la secció de Reserva i una quantitat important de llibres del segle xvi, XVII i xviii. La Biblioteca del Centre de Lectura participa en el Catàleg d'autoritats de noms i títols de Catalunya
El Centre també disposa de videoteca i fonoteca, serveis iniciats el 1993, d'una sala infantil amb uns 10.000 volums inaugurada el 2008, i d'una estació meteorològica que disposa de dades des de l'any 1948, tot i que abans de la Segona República Espanyola es realitzaven mesures que van desaparèixer durant la Guerra Civil espanyola.
L'any 2008 es va presentar un projecte de rehabilitació de l'edifici, que, a gener de 2015, encara no s'ha dut a terme.

## Edifici
L'antic casal dels Marquesos de Tamarit va ser comprat el 1916 per Evarist Fàbregas, que havia estat president del Centre, i en va fer donació a l'entitat, costejant les despeses de la seva profunda reforma, que afectà la totalitat de l'edifici antic. És un conjunt que consta de diverses construccions de les que cal remarcar la principal, amb façana al carrer Major, construïda de nou, i el Teatre Bartrina, a l'interior de l'illa. L'edifici principal consta de planta baixa i tres pisos, el darrer endarrerit respecte a la línia de façana. La façana presenta una composició segons tres eixos verticals i una jerarquia en alçada seguint les pautes neoclàssiques. Destaquen els elements ornamentals exteriors de la façana principal. Així, hi ha a la primera planta una sèrie de columnes jòniques molt esveltes que emmarquen els tres forats al carrer de la primera planta, els dos balcons laterals són corbats i amb balustrades. Corona la façana una cornisa amb mènsules que està sostinguda per quatre parelles de cartel·les amb decoració vegetal.
A la planta baixa hi destaca l'ampli vestíbul, on tornem a trobar les columnes amb capitell jònic. Al fons del vestíbul hi ha l'entrada al Teatre Bartrina. De la banda dreta arrenca l'escala principal de tipus imperial, amb els graons de marbre, barana de ferro forjat i il·luminació zenital, amb una claraboia de la qual penja una gran làmpada de llautó i cristall, originàriament de gas. En una fornícula hi trobem el bust d'Evarist Fàbregas i una placa commemorativa. La paret frontal simula un encoixinat a la part baixa amb semi pilastres de fust estriat i capitell corinti. L'ornamentació està realitzada en guix.
L'altra construcció, el Teatre Bartrina, significa una curiositat en l'arquitectura teatral de principis de segle. Disposa d'un terra amb pendent graduable en funció de la destinació momentània del local.
La biblioteca, que es troba al primer pis, és de planta rectangular i té un espai hàbil de 300 m² i 125 places de lectura. L'accés es fa per dues portes vidriades i al costat oposat hi ha finestres amb llindes de grans dimensions. Presenta llibreries tancades de roure i vidre que guarden nombrosos volums. Les taules i les cadires són d'època. Al centre hi ha dos patis de llums tancats, simètrics, un d'ells amb l'escala metàl·lica al pis superior. Els dos són ornats amb esgrafiats de temes florals molt ben restaurats. El terra és de ceràmica vidriada. El sostre té ornaments de garlandes, motllures i medallons de guix a una part i embigat i mènsules ornades a l'altra.
A la sala de lectura hi ha un bust de Pompeu Fabra, un de Joan Maragall i un altre de Jacint Verdaguer, tots tres de bronze. També hi ha un oli Retrat de Miquel Ventura.
El vestíbul del primer pis és una estança de planta quadrada. L'accés, emmarcat per dues columnes estriades amb capitells corintis, es fa a través d'una gran porta vidriada. Aquest vestíbul té 5 portes que donen a diferents parts de l'edifici. Al front hi ha l'entrada a la biblioteca, molt ornada, simulant un frontis d'un arc clàssic amb semi pilastres, capitells, entaulament, garlandes de flors, orles, motius florals, petits personatges i caps d'àngels als muntants de l'obertura. A dreta i esquerra de la porta hi ha dos gerros xinesos molt ornamentats sobre una peanya. El sostre és enteixinat, amb barbacana a l'extrem de les bigues i mènsules i modillons. El paviment és ceràmic, de color blanc i negre.
Al centre del vestíbul hi ha un Tors femení de bronze, obra de Pau Gargallo.
El 1956 el Centre va afegir a l'edifici la Casa de Cultura, on hi instal·là la sala de conferències i altres dependències de l'entitat.

## Certàmens i publicacions
Al llarg dels anys, el Centre de Lectura ha celebrat diferents certàmens, el primer, l'any 1878, amb el nom de Certamen Científico-Literario. La sessió va tenir lloc al Teatre Principal, que es va omplir. Va presidir l'alcalde Antoni Pascual, i el president del Jurat era Josep Simó Amat, prestigiosa figura local. Eren membres d'aquest jurat Pere Nolasc Gay, Antoni Soler Clariana, Marià Fonts, Joan Grau Company, Eugeni Mata, Isidor Frías i Ricard Guasch, i com a secretari Josep Martí Folguera. Eren personalitats importants al món cultural reusenc. L'erudit reusenc Joaquim Santasusagna, diu que aquest Certamen va servir per projectar a Reus i a Catalunya l'entitat Centre de Lectura, encara que el resultat, per les obres que hi van participar, va ser mediocre. Van ser premiats Pompeu Gener, Àngel Guimerà, Jacint Torres, Francesc Ubach, Apel·les Mestres i Joan Manuel Casademunt.
El segon certamen es va celebrar el 30 d'octubre de 1884, amb motiu de la inauguració de la línia fèrria Reus - Roda de Berà, que posava en comunicació directa la ciutat amb Barcelona. Va presidir el jurat Antoni de Bofarull, i els membres van ser pràcticament els mateixos que els del primer certamen. El Jurat va rebre dues-centes vuitanta-sis composicions, i es van donar vuit premis a la poesia, cinc a la prosa i una a una obra escènica, i a més, les mencions honorífiques. Van tenir premis Sebastià Torroja, Joaquim Borràs de March, Frederic Soler, Joan Tomàs i Salvany, Apel·les Mestres, Francesc Ubach, i Manuel Ribot entre d'altres.
El tercer certamen es va celebrar el 27 de març de 1892, en ocasió d'haver-se alçat el Monument al general Prim. Va presidir el jurat Víctor Balaguer, i Eugeni Mata en va ser vicepresident. La distribució de premis es va fer a la mateixa entitat en una simple reunió. Víctor Balaguer va fer el discurs en castellà, cosa que va ser criticada pel periòdic catalanista Lo Somatent. Alguns dels premiats van ser Magí Morera i Galícia, Jaume Pomar i Fuster, Damas Calvet, Ernest Soler i de les Cases, Jacint Torres, Juli Piferrer, Apel·les Mestres, Joaquim Olivet, Conrad Roure, Josep Pin i Soler, Antoni Careta, Marià Rubió i Bellver i Josep Güell i Mercader.
El quart certamen es va convocar el 1921, en un moment d'empenta a l'entitat. La convocatòria deia que se celebrava "per a solemnitzar la inauguració del nou casal del Centre". El president del Jurat va ser Pere Coromines, el vicepresident Pere Cavallé, que era president del Centre de Lectura, i com a vocals figuren Xavier Gambús, Mateu Garreta, Josep Martí Folguera, Lluís Nicolau d'Olwer, Antoni Porta Pallissé i Eduard Toda. El secretari va ser Enric Aguadé Parés. Va obrir l'acte l'alcalde de Reus Joan Loperena. Alguns dels premiats van ser Miquel de Palol, Josep Pin i Soler, Higini Anglès, Joan Cachot, Ambrosi Carrion, Joan Arús, Alfons Maseras, i Ramon Suriñach Senties.
El cinquè certamen es va celebrar el 1952, per commemorar el centenari del naixement de l'arquitecte Antoni Gaudí. Organitzat en plena dictadura franquista, va tenir com a Mantenidor el Ministre d'Educació Nacional Joaquín Ruiz-Jiménez. El president del Jurat va ser Francesc Navarro, el vicepresident Enric Aguadé, president del Centre de Lectura, i com a vocals, Salvador Vilaseca, Lluís Grau Barberà, Antoni Sardà Moltó, Domènec Freixa, Josep Llauradó, sacerdot, i Joaquim Saura, catedràtic a l'Institut. El secretari va ser Joan-Amado Albouy. Una gran part dels treballs es podrien qualificar com a "exaltación patriótica", però també hi va haver alguns estudis interessants sobre Gaudí, la Sagrada Família, els gremis reusencs i el comerç a la ciutat.
Encara es va celebrar el 1959 el sisè certamen literari, amb motiu del centenari de la fundació de l'entitat. Tots els Certàmens s'han publicat, amb els treballs premiats i els discursos i les memòries llegides.

### Premsa
Una altra de les formes de divulgació de l'entitat van ser les seves publicacions periòdiques. Així que es va fundar, va sortir El Eco del centro de Lectura, i de manera intermitent, amb aquest nom o amb el de Revista del Centro de Lectura anava exposant les seves línies d'actuació i publicant temes literaris, filosòfics i científics. Aquesta intermitència venia donada pels llargs intervals d'absències de El Eco o la Revista, que es pot dir que corresponien a èpoques d'estancament de l'entitat, per manca d'iniciativa o per dificultats econòmiques. Els períodes i els noms que va adoptar són: El Eco del Centro de Lectura (1859-1860; 2a. època: 1862, 3a època: 1870-1872; 4a. època 1877-1882; 5a. època: 1897), El Porvenir, (1860), Revista del Centro de Lectura (1883-1884; 2a època 1901-1904; 3a època 1920-1934 amb la catalanització del títol; 4a època 1952-), Ars: revista del Centro de Lectura (1906), Athenaeum: revista del Centro de Lectura (1910-1911), alternant els títols. Una filial del Centre de Lectura, els Jardins de l'Euterpe, publicaren Álbum de Euterpe. Actualment l'entitat segueix editant la Revista del Centre de Lectura en línia

### Edicions
Una de les iniciatives destacades de l'entitat és la seva activitat editorial. Ja el 1928, una comissió encapçalada per don Pau Font de Rubinat va preparar una ambiciosa proposta editorial que no va reeixir. Però a partir del 1929 es van publicar les famoses guies excursionistes de Josep Iglésies i Joaquim Santasusagna Les muntanyes de Prades, el Montsant i la serra de la Llena, reimpresa el 1930, Del Camp de Tarragona a l'Ebre, el 1931 i el 1934 Les valls del Gaià, del Foix i del Miralles. L'Associació d'Estudis Reusencs, va recuperar a partir del 1952 alguns dels títols que havia proposat el centre el 1928. Cal saber que l'Associació estava formada per socis del Centre de Lectura i la seva seu social era, i és, la del mateix Centre. El 1979, l'historiador Pere Anguera va proposar que el Centre de Lectura tingués una activitat editorial pròpia, subvencionada per les subscripcions que es poguessin fer. Es va iniciar l'edició de dues sèries, la de Narrativa i la d'Assaig. La sèrie de creació es va abandonar aviat i es va seguir amb la d'assaig, que inclou treballs sobre temes històrics, lingüístics, d'assaig literari, llibres de memòries, guies de muntanya i actes de congressos científics. La col·lecció la va dirigir, fins a la seva mort el 2010, Pere Anguera, que va voler separar els seus continguts de les obres que publicava l'Associació d'Estudis Reusencs, més "noucentistes" i cultes i donar a les edicions del Centre un caràcter més popular i divulgatiu. El primer número de la col·lecció d'assaigs va ser un títol firmat pel mateix Pere Anguera i Rosa Cabré Ideologia i història dels diaris reusencs en català. Es van publicar els llibres guanyadors del premi Antoni Pedrol Rius, ara desaparegut, sobre temes locals, i investigacions que es duien a terme a la Universitat Rovira i Virgili. Entre els títols publicats es podries destacar el Manual de la Companyia Nova de Gibraltar, de Pierre Vilar (1990), la biografia del falangista reusenc Josep M. Fontana i Tarrats: biografia política d'un franquista de Joan Maria Thomàs (1997), o la guia excursionista de Rafael Ferré Les muntanyes de Prades (1995), o els reculls periodístics de Joaquim Santasusagna L'Opció a la democràcia : editorials de 1930, a Les Circumstàncies (2000). Una llista de publicacions que s'actualitza periòdicament es pot consultat en pdf.

## Activitats
El Centre de Lectura s'organitza en seccions. Els estatuts aprovats el 2017 estableixen les següents: secció de Ciències de la Comunicació, secció de Ciències de l'Educació, secció de Música, secció de Ciències Socials, Polítiques i Econòmiques, secció Excursionista, secció de Ciències Exactes, Físiques i Naturals, secció de Tecnologia, secció d'Art, secció de Llengua i Literatura i secció de Geografia i Història. Al llarg dels anys algunes seccions han destacat per les seves activitats o la seva incidència, com ara la Secció d'Estudis Socials fundada el 1908, quan es va aprovar un nou reglament que va donar a l'entitat el caràcter definitiu d'un ateneu. El primer president de la secció va ser Jaume Simó i Bofarull, advocat, alcalde de Reus i governador civil de Girona, que va ser l'impulsor, l'any 1911 del Primer Congrés d'Ateneus de Catalunya celebrat a Reus. El segon president de la secció va ser Josep Recasens i Mercadé, precursor del socialisme reusenc, que ocupà aquest lloc durant 24 anys consecutius i organitzà activitats i conferències de temàtica socioeconòmica i política que van ser molt ben acollides a la ciutat. Aquesta secció va impulsar el 1930 les primeres Converses sobre temes d'interès local. La Secció Excursionista ha mantingut al llarg de més d'un segle l'interès pel coneixement físic i científic de les contrades de Catalunya. La Secció de Comunicació va promoure, ja el 1969, el Cine-Club del centre de Lectura, un referent cinematogràfic a les comarques meridionals de Catalunya. Una altra activitat de l'entitat va ser el Museu, actiu des del 1860 fins al 1940, que va recollir un patrimoni interessant, fruit de donacions i de la persistent tasca d'exploració de la comarca que va fer, primer l'Agrupació Excursionista de Reus, que, al fusionar-se amb el Centre de Lectura va seguir la secció excursionista de l'entitat. Actualment aquests fons són al Museu Municipal.
L'ensenyament ha estat des dels inicis de l'entitat, el principal objectiu del centre de Lectura. Tot i les discrepàncies ideològiques que hi ha hagut al llarg dels anys entre els diferents presidents, consells directius i socis, hi ha hagut sempre un denominador comú: fer accessible la formació cultural i acadèmica als diversos estaments socials de la ciutat. Un cop d'ull a les activitats que duia a terme el Centre durant els anys seixanta del segle xx ens mostra: taquigrafia, mecanografia, "corte y confección" comerç i comptabilitat, cultura general, fotografia i cinema, submarinisme i gimnàstica, idiomes (català, francès, anglès, alemany, italià...) escola d'art, acadèmia de música, aula de declamació...
El Centre disposa actualment (2017) de diverses escoles: l'Escola de Música, que durant anys va funcionar com una acadèmia de música i era filial del Conservatori del Liceu, on s'examinaven els alumnes. Després l'entitat va acollir el Conservatori de la Diputació de Tarragona. Com a Secció de Música (una de les seccions que aplega l'entitat) les seves corals infantils i juvenils van tenir en els anys 80 i 90 del segle xx una gran incidència en el teixit associatiu de la ciutat. Actualment compta amb dues formacions corals: el Cor Mestral i el cor Cal·líope. L'Escola de Teatre es va crear el 1993. Disposa d'un pla d'estudis d'Ensenyaments Artístics i Professionals de grau elemental, on es fan classes d'interpretació, dansa i música. Forma part de l'Associació Catalana d'Escoles de Teatre i està reconeguda per l'Associació d'Actors i Directors Professionals de Catalunya. L'Escola de Dansa es va fundar el 1948 sota la direcció de Misericòrdia Besora. Actualment està autoritzada pel Departament d'Ensenyament de la Generalitat i dona cursos de dansa clàssica, jazz, funky, dansa contemporània, zumba, flamenc, i preparació física. Una Escola d'Arts Plàstiques introdueix al món de l'ari i realitza cursets sobre tècniques artístiques. També hi ha una Escola d'Idiomes hereva del Lingua Club que va néixer els anys cinquanta, i es realitzen diversos tallers, com ara el d'escriptura, d'enquadernació, de lectura en veu alta....
Un esdeveniment important és l'Exposició Nacional de Roses que se celebra cada any (un concurs de les millors roses) i que es va iniciar el 1936 i es va tornar a fer des del 1949 (del 1939 al 1948 el Centre va romandre tancat) celebrant-se des de llavors ininterrompudament.
El centre de Lectura forma part de la Federació d'Ateneus de Catalunya.